# Любинци
Любинци или Любинце (на македонска литературна норма: Љубинци) е село в Северна Македония, в община Ранковце.

## География
Селото е разположено в областта Славище.

## История
В края на XIX век Любинци е българско село в Кривопаланска каза на Османската империя. Според статистиката на Васил Кънчов („Македония. Етнография и статистика“) от 1900 година Любенци е населявано от 162 жители българи християни.
Цялото християнско население на селото е под върховенството на Българската екзархия. По данни на секретаря на екзархията Димитър Мишев („La Macédoine et sa Population Chrétienne“) в 1905 година в Любинци има 160 българи екзархисти. Според секретен доклад на българското консулство в Скопие всичките 24 къщи в селото през юни 1905 година под натиска на сръбската пропаганда в Македония признават Цариградската патриаршия.
Според преброяването от 2002 година селото има 164 жители.
| Националност     | Всичко |
| северномакедонци | 163    |
| албанци          | 0      |
| турци            | 0      |
| роми             | 0      |
| власи            | 0      |
| сърби            | 0      |
| бошняци          | 0      |
| други            | 1      |

## Личности
Родени в Любинци
- Васил Якимов Деянов (Данев, 1874 - след 1943)[5] зидар с III отделение образование,[6] македоно-одрински опълченец, служил в 3-та рота на 2-ра скопска дружина,[5][6] ранен на 18 юни 1913 година;[6] на 8 април 1943 година, като жител на Любинци, подава молба за българска народна пенсия, която е одобрена и пенсията е отпусната от Министерския съвет на Царство България[5]
- Гьошо Ангелков, македоно-одрински опълченец, 23-годишен, зидар, неграмотен, 2 рота на 2 скопска дружина, убит на 18 юни 1913 г.[7]